# 左佩佩
左佩佩（1987年—），安徽枞阳人，安徽师范大学行政管理专业毕业。中国女子武术散打国家队运动员，也是中国散打史上第一位妈妈级运动员。

## 生平
左佩佩出生于安徽农村家庭，从小喜爱武术散打运动。初中毕业后进入安徽池州体校练习武术散打，开始了她的散打生涯。2003年，因成绩优秀被选拔进安徽省体工队。2009年12月，为表彰其在中华人民共和国第十一届全国运动会上摘冠，被授予安徽省“三八红旗手”和“先进个人”荣誉称号。2012年2月，中国武术散打国家队成立，左佩佩入选第一期国家队女子运动员名单（女子选手共18名）。
2010年，荣获安徽师范大学第六届“师大骄子”十佳大学生。2012年，当选“安徽省十佳大学生”。

## 职业生涯
- 2006年9月，第一次参加全国武术散打冠军赛，荣获第五名。[3]
- 2007年8月，获全国武术散打精英赛女子52公斤级冠军。[7][8]
- 2009年10月，在中华人民共和国第十一届全国运动会上，和何艳、王贵贤代表安徽队摘得武术散打女子小团体冠军。[9][10]
- 2009年12月，在东亚运动会上，代表中国队战胜韩国队选手获得武术散手女子52公斤级冠军。[11]
- 2010年4月，获全国女子武术散打锦标赛冠军，并获最佳运动员称号。[12]
- 2010年6月，在“蓝带杯”中国VS伊朗武术散打对抗赛中战胜伊朗选手。[13][14]
- 2012年10月，在全国武术散打精英赛上，和王兴莲代表安徽队获得女子小团体第五名。[15]
- 2013年10月，在第二届世界武搏运动会上，获武术散打女子52公斤级冠军。[16]
- 2017年9月，在中华人民共和国第十三届全国运动会上，和李园、李志勤组成的安徽女子散打队夺得女子小团体亚军。[2]